# Логацька Людмила Олександрівна
Людмила Олександрівна Логацька (нар. 31 липня 1995) — українська дзюдоїстка-паралімпієць, Майстер спорту України.
Займається дзюдо у Рівненському регіональному центрі «Інваспорт».
Бронзова призерка чемпіонату Європи 2013, 2015 років.